# Liste des subdivisions administratives du Henan

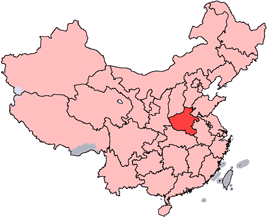
Le Henan

La structure administrative du Henan, province de la république populaire de Chine, est constituée des trois niveaux suivants :
- 17 subdivisions de niveau préfecture
  - ce sont toutes des villes-préfectures
- 159 subdivisions de niveau district
  - 21 villes-districts
  - 88 xian
  - 50 districts
- 2299 subdivisions de niveau canton
  - 841 bourgs
  - 1054 cantons
  - 12 cantons ethniques
  - 392 sous-districts

La table ci-dessous donne uniquement la liste des divisions de niveau préfecture et de niveau district.
| Niveau préfecture                               | Niveau district           | Niveau district     | Niveau district    |
| Niveau préfecture                               | Nom                       | Chinois (simplifié) | Pinyin             |
| ----------------------------------------------- | ------------------------- | ------------------- | ------------------ |
| Ville de Zhengzhou 郑州市 Zhèngzhōu Shì         | District de Zhongyuan     | 中原区              | Zhōngyuán Qū       |
| Ville de Zhengzhou 郑州市 Zhèngzhōu Shì         | District d'Erqi           | 二七区              | Èrqī Qū            |
| Ville de Zhengzhou 郑州市 Zhèngzhōu Shì         | District hui de Guancheng | 管城回族区          | Guǎnchéng huízú Qū |
| Ville de Zhengzhou 郑州市 Zhèngzhōu Shì         | District de Jinshui       | 金水区              | Jīnshuǐ Qū         |
| Ville de Zhengzhou 郑州市 Zhèngzhōu Shì         | District de Shangjie      | 上街区              | Shàngjiē Qū        |
| Ville de Zhengzhou 郑州市 Zhèngzhōu Shì         | District de Huiji         | 惠济区              | Huìjì Qū           |
| Ville de Zhengzhou 郑州市 Zhèngzhōu Shì         | Ville de Xinzheng         | 新郑市              | Xīnzhèng Shì       |
| Ville de Zhengzhou 郑州市 Zhèngzhōu Shì         | Ville de Dengfeng         | 登封市              | Dēngfēng Shì       |
| Ville de Zhengzhou 郑州市 Zhèngzhōu Shì         | Ville de Xinmi            | 新密市              | Xīnmì Shì          |
| Ville de Zhengzhou 郑州市 Zhèngzhōu Shì         | Ville de Gongyi           | 巩义市              | Gǒngyì Shì         |
| Ville de Zhengzhou 郑州市 Zhèngzhōu Shì         | Ville de Xingyang         | 荥阳市              | Xíngyáng Shì       |
| Ville de Zhengzhou 郑州市 Zhèngzhōu Shì         | Xian de Zhongmu           | 中牟县              | Zhōngmù Xiàn       |
| Ville de Sanmenxia 三门峡市 Sānménxiá Shì       | District de Hubin         | 湖滨区              | Húbīn Qū           |
| Ville de Sanmenxia 三门峡市 Sānménxiá Shì       | Ville de Yima             | 义马市              | Yìmǎ Shì           |
| Ville de Sanmenxia 三门峡市 Sānménxiá Shì       | Ville de Lingbao          | 灵宝市              | Língbǎo Shì        |
| Ville de Sanmenxia 三门峡市 Sānménxiá Shì       | Xian de Mianchi           | 渑池县              | Miǎnchí Xiàn       |
| Ville de Sanmenxia 三门峡市 Sānménxiá Shì       | Xian de Shan              | 陕县                | Shǎn Xiàn          |
| Ville de Sanmenxia 三门峡市 Sānménxiá Shì       | Xian de Lushi             | 卢氏县              | Lúshì Xiàn         |
| Ville de Luoyang 洛阳市 Luòyáng Shì             | District de Xigong        | 西工区              | Xīgōng Qū          |
| Ville de Luoyang 洛阳市 Luòyáng Shì             | District de Laocheng      | 老城区              | Lǎochéng Qū        |
| Ville de Luoyang 洛阳市 Luòyáng Shì             | District hui de Chanhe    | 瀍河回族区          | Chánhé huízú Qū    |
| Ville de Luoyang 洛阳市 Luòyáng Shì             | District de Jianxi        | 涧西区              | Jiànxī Qū          |
| Ville de Luoyang 洛阳市 Luòyáng Shì             | District de Jili          | 吉利区              | Jílì Qū            |
| Ville de Luoyang 洛阳市 Luòyáng Shì             | District de Luolong       | 洛龙区              | Luòlóng Qū         |
| Ville de Luoyang 洛阳市 Luòyáng Shì             | Ville de Yanshi           | 偃师市              | Yǎnshī Shì         |
| Ville de Luoyang 洛阳市 Luòyáng Shì             | Xian de Mengjin           | 孟津县              | Mèngjīn Xiàn       |
| Ville de Luoyang 洛阳市 Luòyáng Shì             | Xian de Xin'an            | 新安县              | Xīn'ān Xiàn        |
| Ville de Luoyang 洛阳市 Luòyáng Shì             | Xian de Luanchuan         | 栾川县              | Luánchuān Xiàn     |
| Ville de Luoyang 洛阳市 Luòyáng Shì             | Xian de Song              | 嵩县                | Sōng Xiàn          |
| Ville de Luoyang 洛阳市 Luòyáng Shì             | Xian de Ruyang            | 汝阳县              | Rǔyáng Xiàn        |
| Ville de Luoyang 洛阳市 Luòyáng Shì             | Xian de Yiyang            | 宜阳县              | Yíyáng Xiàn        |
| Ville de Luoyang 洛阳市 Luòyáng Shì             | Xian de Luoning           | 洛宁县              | Luòníng Xiàn       |
| Ville de Luoyang 洛阳市 Luòyáng Shì             | Xian de Yichuan           | 伊川县              | Yīchuān Xiàn       |
| Ville de Jiaozuo 焦作市 Jiāozuò Shì             | District de Jiefang       | 解放区              | Jiěfàng Qū         |
| Ville de Jiaozuo 焦作市 Jiāozuò Shì             | District de Shanyang      | 山阳区              | Shānyáng Qū        |
| Ville de Jiaozuo 焦作市 Jiāozuò Shì             | District de Zhongzhan     | 中站区              | Zhōngzhàn Qū       |
| Ville de Jiaozuo 焦作市 Jiāozuò Shì             | District de Macun         | 马村区              | Mǎcūn Qū           |
| Ville de Jiaozuo 焦作市 Jiāozuò Shì             | Ville de Mengzhou         | 孟州市              | Mèngzhōu Shì       |
| Ville de Jiaozuo 焦作市 Jiāozuò Shì             | Ville de Qinyang          | 沁阳市              | Qìnyáng Shì        |
| Ville de Jiaozuo 焦作市 Jiāozuò Shì             | Xian de Xiuwu             | 修武县              | Xiūwǔ Xiàn         |
| Ville de Jiaozuo 焦作市 Jiāozuò Shì             | Xian de Bo'ai             | 博爱县              | Bó'ài Xiàn         |
| Ville de Jiaozuo 焦作市 Jiāozuò Shì             | Xian de Wuzhi             | 武陟县              | Wǔzhì Xiàn         |
| Ville de Jiaozuo 焦作市 Jiāozuò Shì             | Xian de Wen               | 温县                | Wēn Xiàn           |
| Ville de Xinxiang 新乡市 Xīnxiāng Shì           | District de Weibin        | 卫滨区              | Wèibīn Qū          |
| Ville de Xinxiang 新乡市 Xīnxiāng Shì           | District de Hongqi        | 红旗区              | Hóngqí Qū          |
| Ville de Xinxiang 新乡市 Xīnxiāng Shì           | District de Fengquan      | 凤泉区              | Fèngquán Qū        |
| Ville de Xinxiang 新乡市 Xīnxiāng Shì           | District de Muye          | 牧野区              | Mùyě Qū            |
| Ville de Xinxiang 新乡市 Xīnxiāng Shì           | Ville de Weihui           | 卫辉市              | Wèihuī Shì         |
| Ville de Xinxiang 新乡市 Xīnxiāng Shì           | Ville de Huixian          | 辉县市              | Huīxiàn Shì        |
| Ville de Xinxiang 新乡市 Xīnxiāng Shì           | Xian de Xinxiang          | 新乡县              | Xīnxiāng Xiàn      |
| Ville de Xinxiang 新乡市 Xīnxiāng Shì           | Xian de Huojia            | 获嘉县              | Huòjiā Xiàn        |
| Ville de Xinxiang 新乡市 Xīnxiāng Shì           | Xian de Yuanyang          | 原阳县              | Yuányáng Xiàn      |
| Ville de Xinxiang 新乡市 Xīnxiāng Shì           | Xian de Yanjin            | 延津县              | Yánjīn Xiàn        |
| Ville de Xinxiang 新乡市 Xīnxiāng Shì           | Xian de Fengqiu           | 封丘县              | Fēngqiū Xiàn       |
| Ville de Xinxiang 新乡市 Xīnxiāng Shì           | Xian de Changyuan         | 长垣县              | Chángyuán Xiàn     |
| Ville de Hebi 鹤壁市 Hèbì Shì                   | District de Qibin         | 淇滨区              | Qíbīn Qū           |
| Ville de Hebi 鹤壁市 Hèbì Shì                   | District de Shancheng     | 山城区              | Shānchéng Qū       |
| Ville de Hebi 鹤壁市 Hèbì Shì                   | District de Heshan        | 鹤山区              | Hèshān Qū          |
| Ville de Hebi 鹤壁市 Hèbì Shì                   | Xian de Jun               | 浚县                | Jùn Xiàn           |
| Ville de Hebi 鹤壁市 Hèbì Shì                   | Xian de Qi                | 淇县                | Qí Xiàn            |
| Ville d'Anyang 安阳市 Ānyáng Shì                | District de Beiguan       | 北关区              | Běiguān Qū         |
| Ville d'Anyang 安阳市 Ānyáng Shì                | District de Wenfeng       | 文峰区              | Wénfēng Qū         |
| Ville d'Anyang 安阳市 Ānyáng Shì                | District de Yindu         | 殷都区              | Yīndū Qū           |
| Ville d'Anyang 安阳市 Ānyáng Shì                | District de Long'an       | 龙安区              | Lóng'ān Qū         |
| Ville d'Anyang 安阳市 Ānyáng Shì                | Ville de Linzhou          | 林州市              | Línzhōu Shì        |
| Ville d'Anyang 安阳市 Ānyáng Shì                | Xian d'Anyang             | 安阳县              | Ānyáng Xiàn        |
| Ville d'Anyang 安阳市 Ānyáng Shì                | Xian de Tangyin           | 汤阴县              | Tāngyīn Xiàn       |
| Ville d'Anyang 安阳市 Ānyáng Shì                | Xian de Hua               | 滑县                | Huá Xiàn           |
| Ville d'Anyang 安阳市 Ānyáng Shì                | Xian de Neihuang          | 内黄县              | Nèihuáng Xiàn      |
| Ville de Puyang 濮阳市 Púyáng Shì               | District de Hualong       | 华龙区              | Huálóng Qū         |
| Ville de Puyang 濮阳市 Púyáng Shì               | Xian de Qingfeng          | 清丰县              | Qīngfēng Xiàn      |
| Ville de Puyang 濮阳市 Púyáng Shì               | Xian de Nanle             | 南乐县              | Nánlè Xiàn         |
| Ville de Puyang 濮阳市 Púyáng Shì               | Xian de Fan               | 范县                | Fàn Xiàn           |
| Ville de Puyang 濮阳市 Púyáng Shì               | Xian de Taiqian           | 台前县              | Táiqián Xiàn       |
| Ville de Puyang 濮阳市 Púyáng Shì               | Xian de Puyang            | 濮阳县              | Púyáng Xiàn        |
| Ville de Kaifeng 开封市 Kāifēng Shì             | District de Gulou         | 鼓楼区              | Gǔlóu Qū           |
| Ville de Kaifeng 开封市 Kāifēng Shì             | District de Longting      | 龙亭区              | Lóngtíng Qū        |
| Ville de Kaifeng 开封市 Kāifēng Shì             | District hui de Shunhe    | 顺河回族区          | Shùnhé huízú Qū    |
| Ville de Kaifeng 开封市 Kāifēng Shì             | District de Yuwangtai     | 禹王台区            | Yǔwángtái Qū       |
| Ville de Kaifeng 开封市 Kāifēng Shì             | District de Jinming       | 金明区              | Jīnmíng Qū         |
| Ville de Kaifeng 开封市 Kāifēng Shì             | Xian de Qi                | 杞县                | Qǐ Xiàn            |
| Ville de Kaifeng 开封市 Kāifēng Shì             | Xian de Tongxu            | 通许县              | Tōngxǔ Xiàn        |
| Ville de Kaifeng 开封市 Kāifēng Shì             | Xian de Weishi            | 尉氏县              | Wèishì Xiàn        |
| Ville de Kaifeng 开封市 Kāifēng Shì             | Xian de Kaifeng           | 开封县              | Kāifēng Xiàn       |
| Ville de Kaifeng 开封市 Kāifēng Shì             | Xian de Lankao            | 兰考县              | Lánkǎo Xiàn        |
| Ville de Shangqiu 商丘市 Shāngqiū Xiàn          | District de Liangyuan     | 梁园区              | Liángyuán Qū       |
| Ville de Shangqiu 商丘市 Shāngqiū Xiàn          | District de Suiyang       | 睢阳区              | Suīyáng Qū         |
| Ville de Shangqiu 商丘市 Shāngqiū Xiàn          | Ville de Yongcheng        | 永城市              | Yǒngchéng Shì      |
| Ville de Shangqiu 商丘市 Shāngqiū Xiàn          | Xian de Yucheng           | 虞城县              | Yúchéng Xiàn       |
| Ville de Shangqiu 商丘市 Shāngqiū Xiàn          | Xian de Minquan           | 民权县              | Mínquán Xiàn       |
| Ville de Shangqiu 商丘市 Shāngqiū Xiàn          | Xian de Ningling          | 宁陵县              | Nínglíng Xiàn      |
| Ville de Shangqiu 商丘市 Shāngqiū Xiàn          | Xian de Sui               | 睢县                | Suī Xiàn           |
| Ville de Shangqiu 商丘市 Shāngqiū Xiàn          | Xian de Xiayi             | 夏邑县              | Xiàyì Xiàn         |
| Ville de Shangqiu 商丘市 Shāngqiū Xiàn          | Xian de Zhecheng          | 柘城县              | Zhèchéng Xiàn      |
| Ville de Xuchang 许昌市 Xǔchāng Shì             | District de Weidu         | 魏都区              | Wèidū Qū           |
| Ville de Xuchang 许昌市 Xǔchāng Shì             | Ville de Yuzhou           | 禹州市              | Yǔzhōu Shì         |
| Ville de Xuchang 许昌市 Xǔchāng Shì             | Ville de Changge          | 长葛市              | Chánggě Shì        |
| Ville de Xuchang 许昌市 Xǔchāng Shì             | Xian de Xuchang           | 许昌县              | Xǔchāng Xiàn       |
| Ville de Xuchang 许昌市 Xǔchāng Shì             | Xian de Yanling           | 鄢陵县              | Yānlíng Xiàn       |
| Ville de Xuchang 许昌市 Xǔchāng Shì             | Xian de Xiangcheng        | 襄城县              | Xiāngchéng Xiàn    |
| Ville de Luohe 漯河市 Luòhé Shì                 | District de Yuanhui       | 源汇区              | Yuánhuì Qū         |
| Ville de Luohe 漯河市 Luòhé Shì                 | District de Yancheng      | 郾城区              | Yǎnchéng Qū        |
| Ville de Luohe 漯河市 Luòhé Shì                 | District de Zhaoling      | 召陵区              | Zhàolíng Qū        |
| Ville de Luohe 漯河市 Luòhé Shì                 | Xian de Wuyang            | 舞阳县              | Wǔyáng Xiàn        |
| Ville de Luohe 漯河市 Luòhé Shì                 | Xian de Linying           | 临颍县              | Línyǐng Xiàn       |
| Ville de Pingdingshan 平顶山市 Píngdǐngshān Shì | District de Xinhua        | 新华区              | Xīnhuá Qū          |
| Ville de Pingdingshan 平顶山市 Píngdǐngshān Shì | District de Weidong       | 卫东区              | Wèidōng Qū         |
| Ville de Pingdingshan 平顶山市 Píngdǐngshān Shì | District de Zhanhe        | 湛河区              | Zhànhé Qū          |
| Ville de Pingdingshan 平顶山市 Píngdǐngshān Shì | District de Shilong       | 石龙区              | Shílóng Qū         |
| Ville de Pingdingshan 平顶山市 Píngdǐngshān Shì | Ville de Wugang           | 舞钢市              | Wǔgāng Shì         |
| Ville de Pingdingshan 平顶山市 Píngdǐngshān Shì | Ville de Ruzhou           | 汝州市              | Rǔzhōu Shì         |
| Ville de Pingdingshan 平顶山市 Píngdǐngshān Shì | Xian de Baofeng           | 宝丰县              | Bǎofēng Xiàn       |
| Ville de Pingdingshan 平顶山市 Píngdǐngshān Shì | Xian de Ye                | 叶县                | Yè Xiàn            |
| Ville de Pingdingshan 平顶山市 Píngdǐngshān Shì | Xian de Lushan            | 鲁山县              | Lǔshān Xiàn        |
| Ville de Pingdingshan 平顶山市 Píngdǐngshān Shì | Xian de Jia               | 郏县                | Jiá Xiàn           |
| Ville de Nanyang 南阳市 Nányáng Shì             | District de Wolong        | 卧龙区              | Wòlóng Qū          |
| Ville de Nanyang 南阳市 Nányáng Shì             | District de Wancheng      | 宛城区              | Wǎnchéng Qū        |
| Ville de Nanyang 南阳市 Nányáng Shì             | Ville de Dengzhou         | 邓州市              | Dèngzhōu Shì       |
| Ville de Nanyang 南阳市 Nányáng Shì             | Xian de Nanzhao           | 南召县              | Nánzhào Xiàn       |
| Ville de Nanyang 南阳市 Nányáng Shì             | Xian de Fangcheng         | 方城县              | Fāngchéng Xiàn     |
| Ville de Nanyang 南阳市 Nányáng Shì             | Xian de Xixia             | 西峡县              | Xīxiá Xiàn         |
| Ville de Nanyang 南阳市 Nányáng Shì             | Xian de Zhenping          | 镇平县              | Zhènpíng Xiàn      |
| Ville de Nanyang 南阳市 Nányáng Shì             | Xian de Neixiang          | 内乡县              | Nèixiāng Xiàn      |
| Ville de Nanyang 南阳市 Nányáng Shì             | Xian de Xichuan           | 淅川县              | Xīchuān Xiàn       |
| Ville de Nanyang 南阳市 Nányáng Shì             | Xian de Sheqi             | 社旗县              | Shèqí Xiàn         |
| Ville de Nanyang 南阳市 Nányáng Shì             | Xian de Tanghe            | 唐河县              | Tánghé Xiàn        |
| Ville de Nanyang 南阳市 Nányáng Shì             | Xian de Xinye             | 新野县              | Xīnyě Xiàn         |
| Ville de Nanyang 南阳市 Nányáng Shì             | Xian de Tongbai           | 桐柏县              | Tóngbǎi Xiàn       |
| Ville de Xinyang 信阳市 Xìnyáng Shì             | District de Shihe         | 浉河区              | Shīhé Qū           |
| Ville de Xinyang 信阳市 Xìnyáng Shì             | District de Pingqiao      | 平桥区              | Píngqiáo Qū        |
| Ville de Xinyang 信阳市 Xìnyáng Shì             | Xian de Xi                | 息县                | Xī Xiàn            |
| Ville de Xinyang 信阳市 Xìnyáng Shì             | Xian de Huaibin           | 淮滨县              | Huáibīn Xiàn       |
| Ville de Xinyang 信阳市 Xìnyáng Shì             | Xian de Huangchuan        | 潢川县              | Huángchuān Xiàn    |
| Ville de Xinyang 信阳市 Xìnyáng Shì             | Xian de Guangshan         | 光山县              | Guāngshān Xiàn     |
| Ville de Xinyang 信阳市 Xìnyáng Shì             | Xian de Gushi             | 固始县              | Gùshǐ Xiàn         |
| Ville de Xinyang 信阳市 Xìnyáng Shì             | Xian de Shangcheng        | 商城县              | Shāngchéng Xiàn    |
| Ville de Xinyang 信阳市 Xìnyáng Shì             | Xian de Luoshan           | 罗山县              | Luóshān Xiàn       |
| Ville de Xinyang 信阳市 Xìnyáng Shì             | Xian de Xin               | 新县                | Xīn Xiàn           |
| Ville de Zhoukou 周口市 Zhōukǒu Shì             | District de Chuanhui      | 川汇区              | Chuānhuì Qū        |
| Ville de Zhoukou 周口市 Zhōukǒu Shì             | Ville de Xiangcheng       | 项城市              | Xiàngchéng Shì     |
| Ville de Zhoukou 周口市 Zhōukǒu Shì             | Xian de Fugou             | 扶沟县              | Fúgōu Xiàn         |
| Ville de Zhoukou 周口市 Zhōukǒu Shì             | Xian de Xihua             | 西华县              | Xīhuá Xiàn         |
| Ville de Zhoukou 周口市 Zhōukǒu Shì             | Xian de Shangshui         | 商水县              | Shāngshuǐ Xiàn     |
| Ville de Zhoukou 周口市 Zhōukǒu Shì             | Xian de Taikang           | 太康县              | Tàikāng Xiàn       |
| Ville de Zhoukou 周口市 Zhōukǒu Shì             | Xian de Luyi              | 鹿邑县              | Lùyì Xiàn          |
| Ville de Zhoukou 周口市 Zhōukǒu Shì             | Xian de Dancheng          | 郸城县              | Dānchéng Xiàn      |
| Ville de Zhoukou 周口市 Zhōukǒu Shì             | Xian de Huaiyang          | 淮阳县              | Huáiyáng Xiàn      |
| Ville de Zhoukou 周口市 Zhōukǒu Shì             | Xian de Shenqiu           | 沈丘县              | Shěnqiū Xiàn       |
| Ville de Zhumadian 驻马店市 Zhùmǎdiàn Shì       | District de Yicheng       | 驿城区              | Yìchéng Qū         |
| Ville de Zhumadian 驻马店市 Zhùmǎdiàn Shì       | Xian de Queshan           | 确山县              | Quèshān Xiàn       |
| Ville de Zhumadian 驻马店市 Zhùmǎdiàn Shì       | Xian de Biyang            | 泌阳县              | Bìyáng Xiàn        |
| Ville de Zhumadian 驻马店市 Zhùmǎdiàn Shì       | Xian de Suiping           | 遂平县              | Suípíng Xiàn       |
| Ville de Zhumadian 驻马店市 Zhùmǎdiàn Shì       | Xian de Xiping            | 西平县              | Xīpíng Xiàn        |
| Ville de Zhumadian 驻马店市 Zhùmǎdiàn Shì       | Xian de Shangcai          | 上蔡县              | Shàngcài Xiàn      |
| Ville de Zhumadian 驻马店市 Zhùmǎdiàn Shì       | Xian de Runan             | 汝南县              | Rǔnán Xiàn         |
| Ville de Zhumadian 驻马店市 Zhùmǎdiàn Shì       | Xian de Pingyu            | 平舆县              | Píngyú Xiàn        |
| Ville de Zhumadian 驻马店市 Zhùmǎdiàn Shì       | Xian de Xincai            | 新蔡县              | Xīncài Xiàn        |
| Ville de Zhumadian 驻马店市 Zhùmǎdiàn Shì       | Xian de Zhengyang         | 正阳县              | Zhèngyáng Xiàn     |
| Administration directe                          | Ville de Jiyuan           | 济源市              | Jìyuán Shì         |

## Source
Ministry of Civil Affairs of the People's Republic of China (中华人民共和国民政部), ed. Administrative Divisions Booklet of the People's Republic of China, 2006 (《中华人民共和国行政区划简册—2006》). Beijing: Cartographic Publishing House of China (中国地图出版社), 2006.  (ISBN 7-5031-4160-3)